# مقاطعة تاريخية

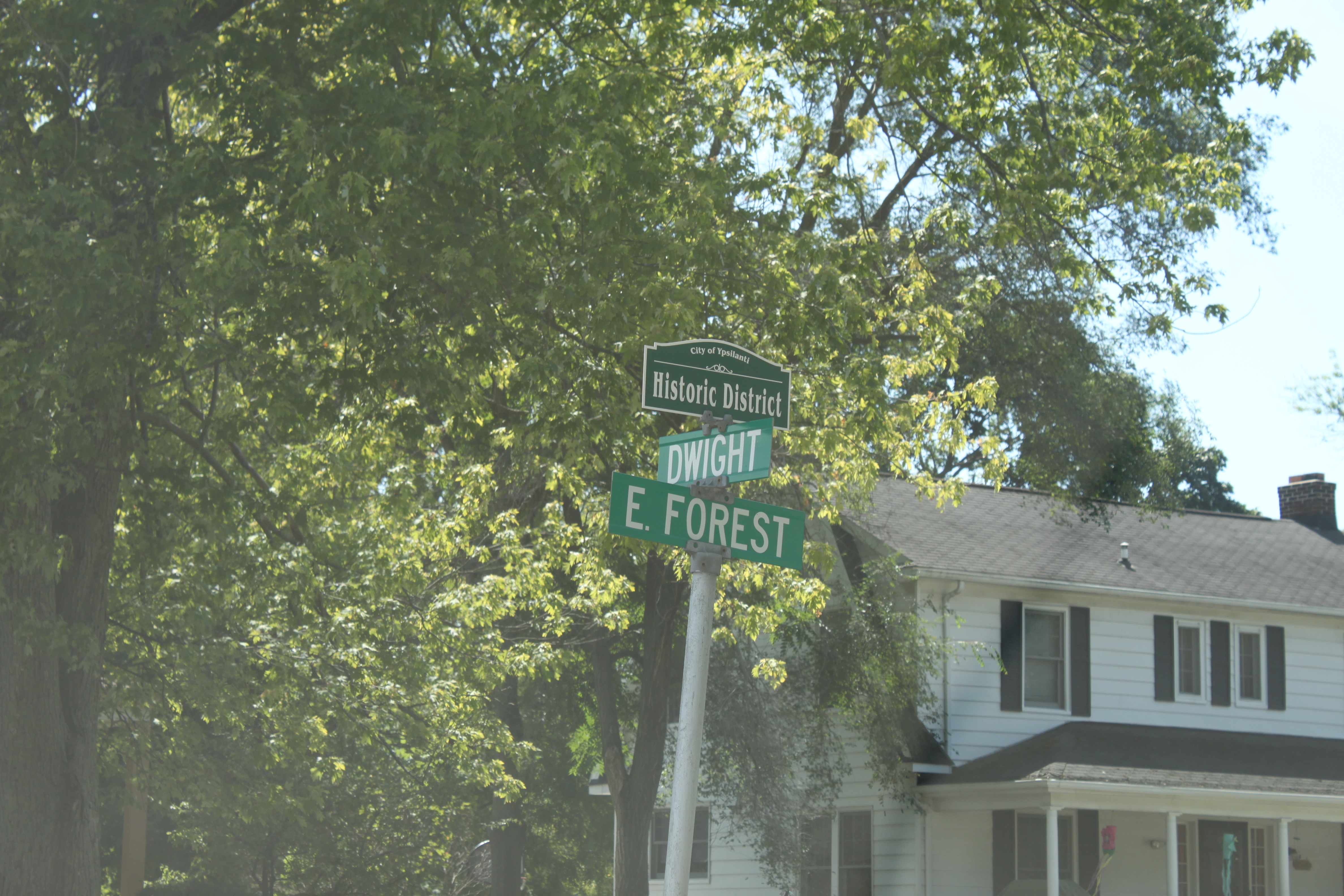
علامة شارع تدل على وجود مقاطعة تاريخية في مدينة يبسيلانتي بولاية ميشيغان الأميركية

المقاطعة التاريخية أي المقاطعة التراثية عبارة عن قسم مدينة يحتوي على مباني قديمة تعتبر قيمة ومهمة بسبب تاريخها أو أسلوبها المعمارية. في بعض الدول أو المحافظات، المقاطعات التاريخية قد تتمتع بحماية قانونية من أنواع معينة من التطوير العقاري تعتبر غير مناسبة.
المقاطعات التاريخية قد تكون أو لا تكون في وسط المدينة. وقد تتداخل مع تقاسيم المدينة التجارية والإدارية والفنية وقد تكون منفصلة عن كلها. 